# Élections régionales de 2004 en Rhône-Alpes
Pour un article plus général, voir Élections régionales françaises de 2004.

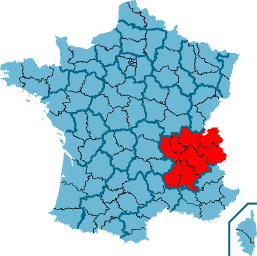
La région Rhône-Alpes

Les élections régionales ont eu lieu les 21 et 28 mars 2004.
| Tête de liste  | Tête de liste         | Liste                   | Premier tour | Premier tour | Second tour | Second tour | Sièges | Sièges |
| Tête de liste  | Tête de liste         | Liste                   | #            | %            | #           | %           | #      | %      |
| -------------- | --------------------- | ----------------------- | ------------ | ------------ | ----------- | ----------- | ------ | ------ |
|                | Jean-Jack Queyranne   | PS - PCF - PRG          | 688 718      | 32,19        | 1 083 755   | 46,52       | 94     | 59,9   |
|                | Gérard Leras          | Les Verts               | 215 783      | 10,09        | 1 083 755   | 46,52       | 94     | 59,9   |
|                | Anne-Marie Comparini* | UDF - UMP - Cap21 - FRS | 667 856      | 31,22        | 889 815     | 38,20       | 45     | 28,7   |
|                | Bruno Gollnisch       | FN                      | 389 565      | 18,21        | 355 864     | 15,28       | 18     | 11,5   |
|                | Roseline Vachetta     | LCR - LO                | 95 524       | 4,47         |             |             |        |        |
|                | Patrick Bertrand      | GRAD - U2R              | 46 611       | 2,18         |             |             |        |        |
|                | Norbert Chetail       | MNR                     | 35 310       | 1,65         |             |             |        |        |
|                |                       |                         |              |              |             |             |        |        |
| Inscrits       | Inscrits              | Inscrits                | 3 739 897    | 100,00       | 3 739 834   | 100,00      |        |        |
| Abstentions    | Abstentions           | Abstentions             | 1 501 425    | 40,15        | 1 333 142   | 35,65       |        |        |
| Votants        | Votants               | Votants                 | 2 238 472    | 59,85        | 2 406 692   | 64,35       |        |        |
| Blancs et nuls | Blancs et nuls        | Blancs et nuls          | 99 111       | 4,43         | 77 258      | 3,21        |        |        |
| Exprimés       | Exprimés              | Exprimés                | 2 139 361    | 95,57        | 2 329 434   | 96,79       |        |        |

Les listes du PS et des Verts ont fusionné entre les deux tours.